# سیارک ۲۴۳۴۹۱
سیارک ۲۴۳۴۹۱ (به انگلیسی: 243491 Muhlviertel، نامگذاری:2009UH19)۲۴۳۴۹۱مین سیارک کشف شده‌است که در ۲۰ اکتبر ۲۰۰۹ کشف شد.